# Joanna Moskwa
Joanna Cecylia Moskwa (Varsavia, 26 settembre 1985) è un'attrice polacca.

## Biografia
È stata la protagonista di Sweet Sweet Marja (2007) di Angelo Frezza.
Ha partecipato anche alla serie tv I Cesaroni, interpretando il ruolo di Fabiana, una compagna di scuola di Marco ed Eva in una puntata della prima stagione.
Inoltre ha preso parte al film L'allenatore nel pallone 2 di Sergio Martino.

## Filmografia

### Cinema
- La notte del mio primo amore, regia di Alessandro Pambianco (2006)[2]
- Sweet Sweet Marja, regia di Angelo Frezza (2007)[2]
- L'allenatore nel pallone 2, regia di Sergio Martino (2008)[2]
- Dark Horse, regia di Todd Solondz (2011)[2]

### Televisione
- I Cesaroni, Canale 5 (1 episodio, 2006)[2]
- Distretto di polizia, Canale 5 (1 episodio, 2006)[2]
- Medicina Generale, Rai 3 (2 episodi, 2010)[2]